# Comuna de Huszlew
Huszlew (polaco: Gmina Huszlew) é uma gminy (comuna) na Polónia, na voivodia de Mazóvia e no condado de Łosicki. A sede do condado é a cidade de Huszlew.
De acordo com os censos de 2004, a comuna tem 3017 habitantes, com uma densidade 25,7 hab/km².

## Área
Estende-se por uma área de 117,61 km², incluindo:
- área agricola: 82%
- área florestal: 13%

## Demografia
Dados de 30 de Junho 2004:
|                      | Total   | Total | Mulheres | Mulheres | Homens  | Homens |
| -------------------- | ------- | ----- | -------- | -------- | ------- | ------ |
|                      | pessoas | %     | pessoas  | %        | pessoas | %      |
| População            | 3017    | 100   | 1464     | 48,5     | 1553    | 51,5   |
| Densidade (pop./km²) | 25,7    | 100   | 12,4     | 12,4     | 13,2    | 13,2   |

De acordo com dados de 2002, o rendimento médio per capita ascendia a 1175,82 zł.

## Subdivisões
- Huszlew, Kownaty, Krasna, Krzywośnity, Makarówka, Mostów, Zienie.

## Comunas vizinhas
- Biała Podlaska, Leśna Podlaska, Łosice, Międzyrzec Podlaski, Olszanka, Stara Kornica